# Valence (Tarn-et-Garonne)
Pour les articles homonymes, voir Valence et Agen (homonymie).
Valence-d'Agen redirige ici.
Valence, ou Valence-d'Agen localement, est une commune française située dans l'ouest du département de Tarn-et-Garonne (82), en région Occitanie. Sur le plan historique et culturel, la commune est dans le Quercy Blanc, correspondant à la partie méridionale du Quercy, devant son nom à ses calcaires lacustres du Tertiaire.
Exposée à un climat océanique altéré, elle est drainée par le canal latéral à la Garonne, la Garonne, la Barguelonne, le canal de Golfech, le ruisseau du Braguel et par deux autres cours d'eau. La commune possède un patrimoine naturel remarquable : un site Natura 2000 (« Garonne, Ariège, Hers, Salat, Pique et Neste ») et deux zones naturelles d'intérêt écologique, faunistique et floristique.
Valence est une commune rurale qui compte 5 287 habitants en 2022. Elle est dans l'agglomération de Valence et fait partie de l'aire d'attraction de Valence. Ses habitants sont appelés les Valenciens ou  Valenciennes.

## Géographie

### Localisation
Commune située en Pays Garonne Quercy Gascogne sur la rivière Barguelonne — qui forme la limite administrative avec le département de Lot-et-Garonne en région Nouvelle-Aquitaine.

### Communes limitrophes
Valence est limitrophe de sept autres communes.
Les communes limitrophes sont Clermont-Soubiran, Espalais, Gasques, Golfech, Goudourville, Malause, Merles et Pommevic.
|         | Clermont-Soubiran (Lot-et-Garonne) | Gasques          |
| Golfech | Valence                            | Goudourville     |
|         | Espalais                           | Pommevic, Merles |

### Relief et géologie
Située dans le bassin de la Garonne, sur la première terrasse de la Garonne en rive droite.
La superficie de la commune est de 1 344 hectares ; son altitude varie de 56  à   186 mètres.

### Hydrographie

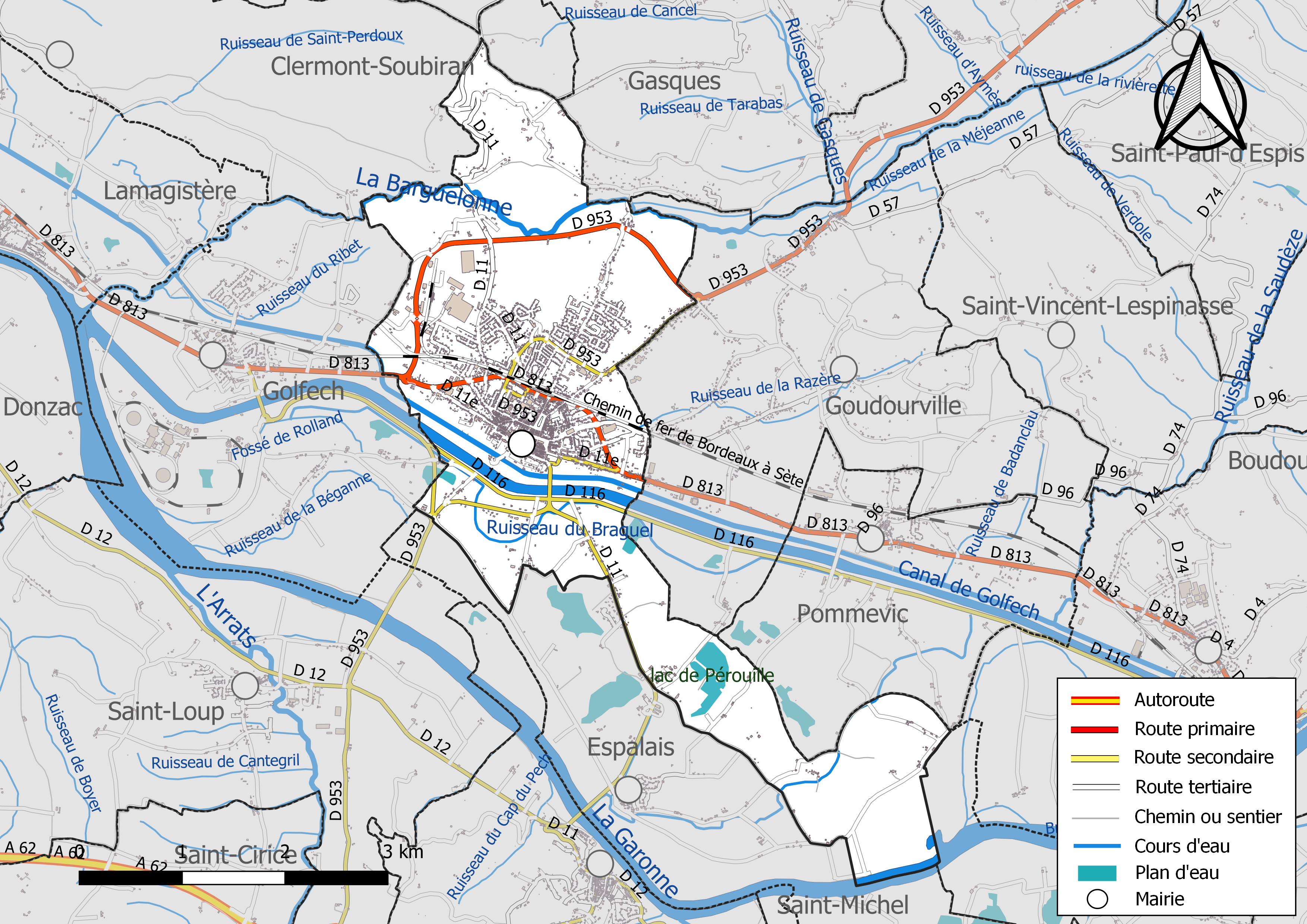
Réseaux hydrographique et routier de Valence.

La commune est dans le bassin versant de la Garonne, au sein du bassin hydrographique Adour-Garonne. Elle est drainée par la Garonne, la Barguelonne, Canal de Golfech, le ruisseau du Braguel, un bras de la Barguelonne le ruisseau de la Razère et par un petit cours d'eau, constituant un réseau hydrographique de 14 km de longueur totale,.
La Garonne est un fleuve principalement français prenant sa source en Espagne et qui coule sur 529 km avant de se jeter dans l’océan Atlantique.
La Barguelonne, d'une longueur totale de 61,1 km, prend sa source dans la commune de Lhospitalet et s'écoule du nord-est au sud-ouest. Elle traverse la commune et se jette dans le canal de Golfech à Lamagistère, après avoir traversé 24 communes.

### Climat
Pour des articles plus généraux, voir Climat de l'Occitanie et Climat de Tarn-et-Garonne.
En 2010, le climat de la commune est de type climat du Bassin du Sud-Ouest, selon une étude du Centre national de la recherche scientifique s'appuyant sur une série de données couvrant la période 1971-2000. En 2020, Météo-France publie une typologie des climats de la France métropolitaine dans laquelle la commune est exposée à un climat océanique altéré et est dans la région climatique Aquitaine, Gascogne, caractérisée par une pluviométrie abondante au printemps, modérée en automne, un faible ensoleillement au printemps, un été chaud (19,5 °C), des vents faibles, des brouillards fréquents en automne et en hiver et des orages fréquents en été (15 à 20 jours).
Pour la période 1971-2000, la température annuelle moyenne est de 13,5 °C, avec une amplitude thermique annuelle de 15,4 °C. Le cumul annuel moyen de précipitations est de 757 mm, avec 10 jours de précipitations en janvier et 6,2 jours en juillet. Pour la période 1991-2020, la température moyenne annuelle observée sur la station météorologique installée sur la commune est de 14,3 °C et le cumul annuel moyen de précipitations est de 747,3 mm. 
La température maximale relevée sur cette station est de 43 °C, atteinte le 12 août 2003 ; la température minimale est de −13,7 °C, atteinte le 9 février 2012,,.
| Mois                                  | jan.          | fév.           | mars          | avril         | mai           | juin          | jui.          | août         | sep.        | oct.          | nov.          | déc.         | année      |
| ------------------------------------- | ------------- | -------------- | ------------- | ------------- | ------------- | ------------- | ------------- | ------------ | ----------- | ------------- | ------------- | ------------ | ---------- |
| Température minimale moyenne (°C)     | 2,6           | 2,3            | 4,4           | 7,1           | 10,6          | 14,1          | 15,7          | 15,5         | 12,2        | 9,8           | 5,6           | 3            | 8,6        |
| Température moyenne (°C)              | 6,4           | 7,3            | 10,4          | 13,3          | 16,9          | 20,7          | 22,6          | 22,6         | 19,2        | 15,5          | 9,9           | 6,7          | 14,3       |
| Température maximale moyenne (°C)     | 10,1          | 12,3           | 16,4          | 19,6          | 23,1          | 27,3          | 29,5          | 29,6         | 26,2        | 21,2          | 14,2          | 10,4         | 20         |
| Record de froid (°C) date du record   | −9 13.01.03   | −13,7 09.02.12 | −9,2 01.03.05 | −2 07.04.08   | −0,5 06.05.19 | 4,7 01.06.06  | 8 17.07.00    | 6 29.08.1998 | 3 25.09.02  | −4 31.10.1997 | −8,5 18.11.07 | −11 17.12.01 | −13,7 2012 |
| Record de chaleur (°C) date du record | 20 25.01.1995 | 25,7 27.02.19  | 27 20.03.05   | 30,5 08.04.11 | 35,5 30.05.01 | 40,9 27.06.19 | 42,7 16.07.15 | 43 12.08.03  | 38 12.09.16 | 33,5 01.10.11 | 26 02.11.11   | 20 08.12.10  | 43 2003    |
| Précipitations (mm)                   | 72,7          | 52,1           | 61,8          | 67,9          | 76,2          | 62,8          | 45,9          | 47,1         | 59,3        | 58,7          | 73,3          | 69,5         | 747,3      |

| Diagramme climatique                                  |             |             |             |              |              |              |              |              |             |             |           |
| J                                                     | F           | M           | A           | M            | J            | J            | A            | S            | O           | N           | D         |
| 10,12,672,7                                           | 12,32,352,1 | 16,44,461,8 | 19,67,167,9 | 23,110,676,2 | 27,314,162,8 | 29,515,745,9 | 29,615,547,1 | 26,212,259,3 | 21,29,858,7 | 14,25,673,3 | 10,4369,5 |
| Moyennes : • Temp. maxi et mini °C • Précipitation mm |             |             |             |              |              |              |              |              |             |             |           |

Les paramètres climatiques de la commune ont été estimés pour le milieu du siècle (2041-2070) selon différents scénarios d'émission de gaz à effet de serre à partir des nouvelles projections climatiques de référence DRIAS-2020. Ils sont consultables sur un site dédié publié par Météo-France en novembre 2022.

### Milieux naturels et biodiversité

#### Réseau Natura 2000

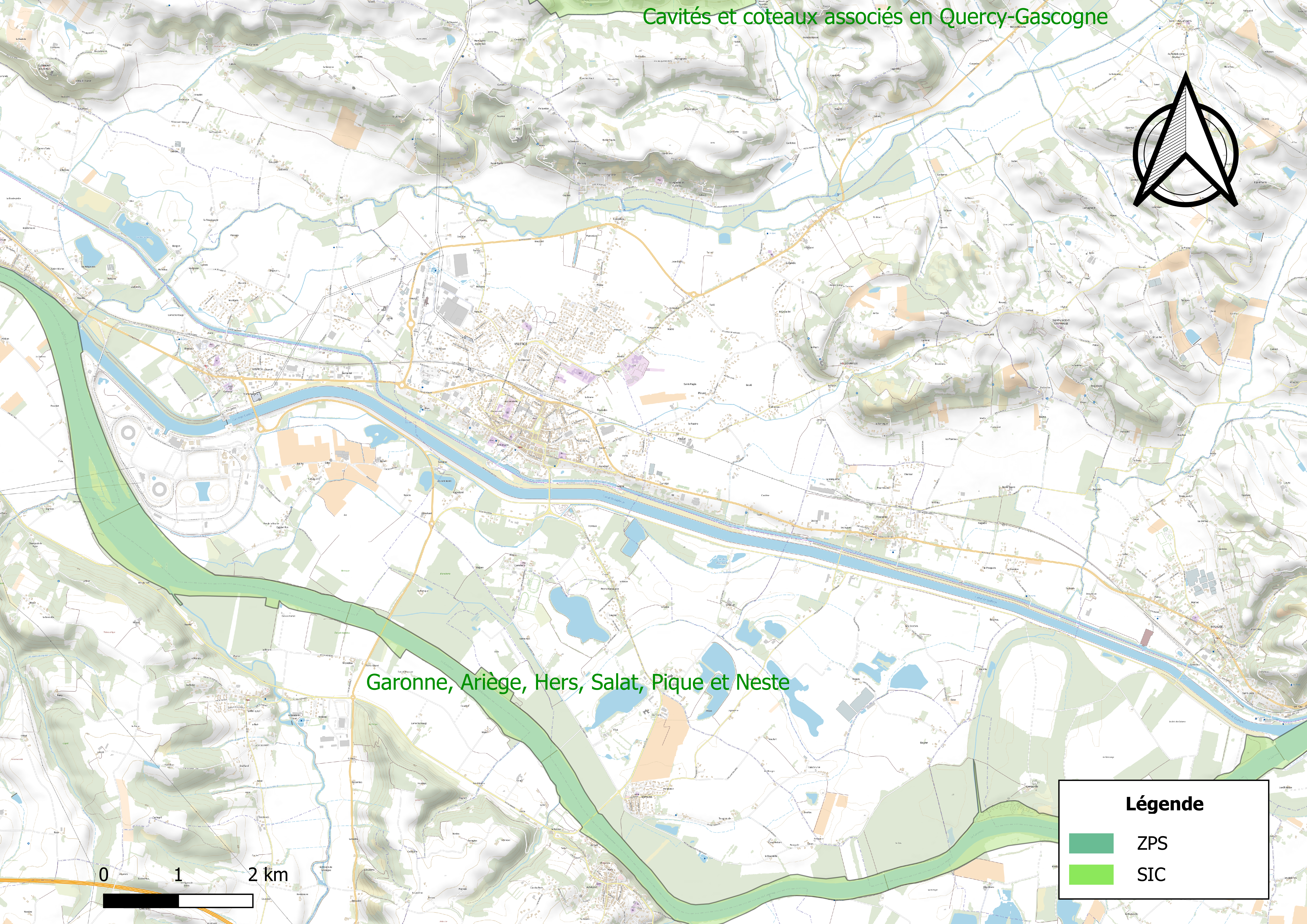
Site Natura 2000 sur le territoire communal.

Le réseau Natura 2000 est un réseau écologique européen de sites naturels d'intérêt écologique élaboré à partir des directives habitats et oiseaux, constitué de zones spéciales de conservation (ZSC) et de zones de protection spéciale (ZPS).
Un site Natura 2000 a été défini sur la commune au titre de la directive habitats : « Garonne, Ariège, Hers, Salat, Pique et Neste », d'une superficie de 9 581 ha, un réseau hydrographique pour les poissons migrateurs, avec des zones de frayères actives et potentielles importantes pour le Saumon en particulier qui fait l'objet d'alevinages réguliers et dont des adultes atteignent déjà Foix sur l'Ariège.

#### Zones naturelles d'intérêt écologique, faunistique et floristique
L’inventaire des zones naturelles d'intérêt écologique, faunistique et floristique (ZNIEFF) a pour objectif de réaliser une couverture des zones les plus intéressantes sur le plan écologique, essentiellement dans la perspective d’améliorer la connaissance du patrimoine naturel national et de fournir aux différents décideurs un outil d’aide à la prise en compte de l’environnement dans l’aménagement du territoire.
Une ZNIEFF de type 1 est recensée sur la commune :
« la Garonne de Montréjeau jusqu'à Lamagistère » (5 075 ha), couvrant 92 communes dont 63 dans la Haute-Garonne, trois en Lot-et-Garonne et 26 en Tarn-et-Garonne et une ZNIEFF de type 2, : 
« la Garonne et milieux riverains, en aval de Montréjeau » (6 874 ha), couvrant 93 communes dont 64 dans la Haute-Garonne, trois en Lot-et-Garonne et 26 en Tarn-et-Garonne.

Carte des ZNIEFF de type 1 et 2 à Valence.
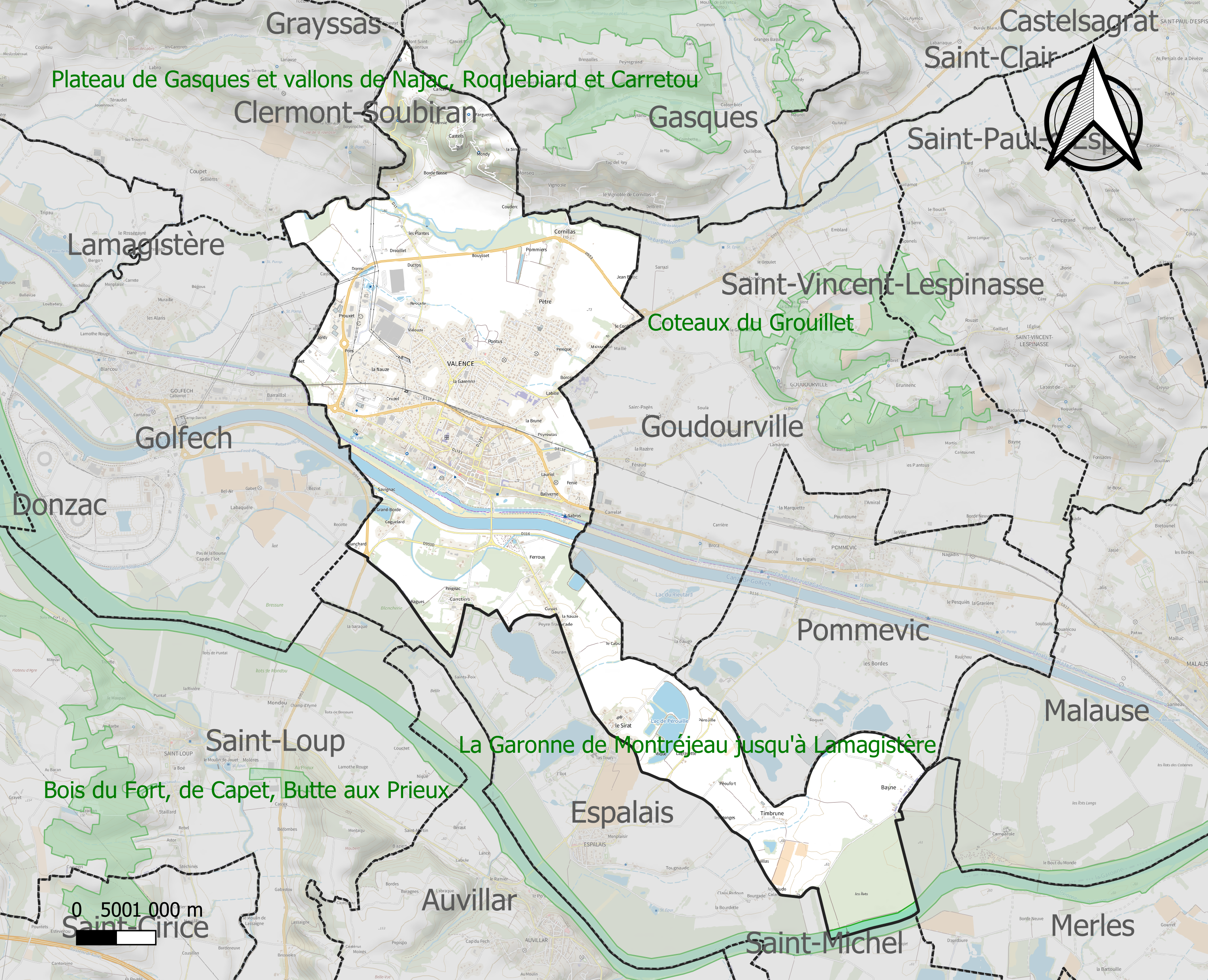
Carte de la ZNIEFF de type 1 sur la commune.
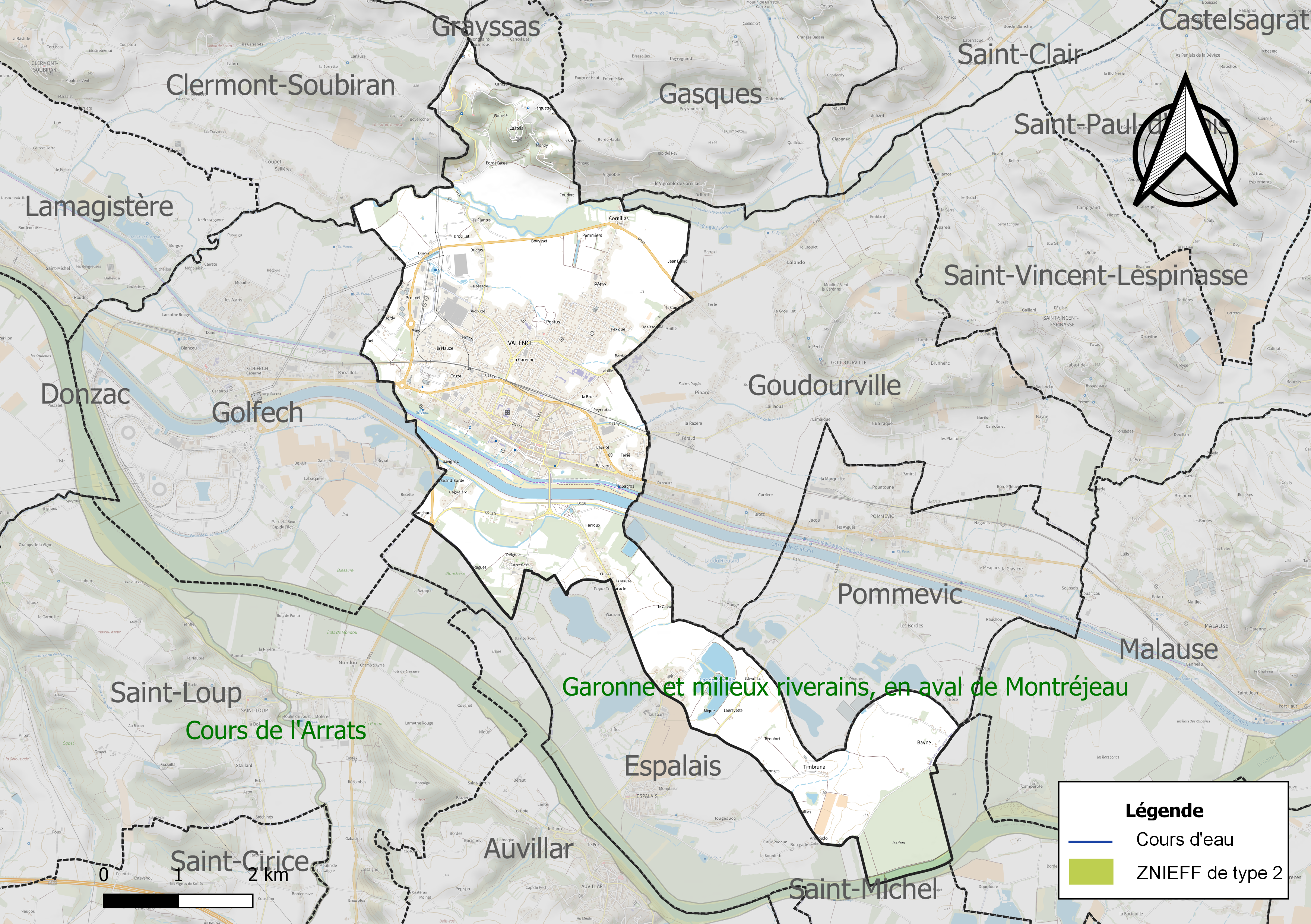
Carte de la ZNIEFF de type 2 sur la commune.

## Urbanisme

### Typologie
Au 1er janvier 2024, Valence est catégorisée bourg rural, selon la nouvelle grille communale de densité à sept niveaux définie par l'Insee en 2022.
Elle appartient à l'unité urbaine de Valence (Tarn-et-Garonne), une agglomération intra-départementale regroupant quatre  communes, dont elle est ville-centre,,. Par ailleurs la commune fait partie de l'aire d'attraction de Valence, dont elle est la commune-centre,. Cette aire, qui regroupe 16 communes, est catégorisée dans les aires de moins de 50 000 habitants,.

### Occupation des sols

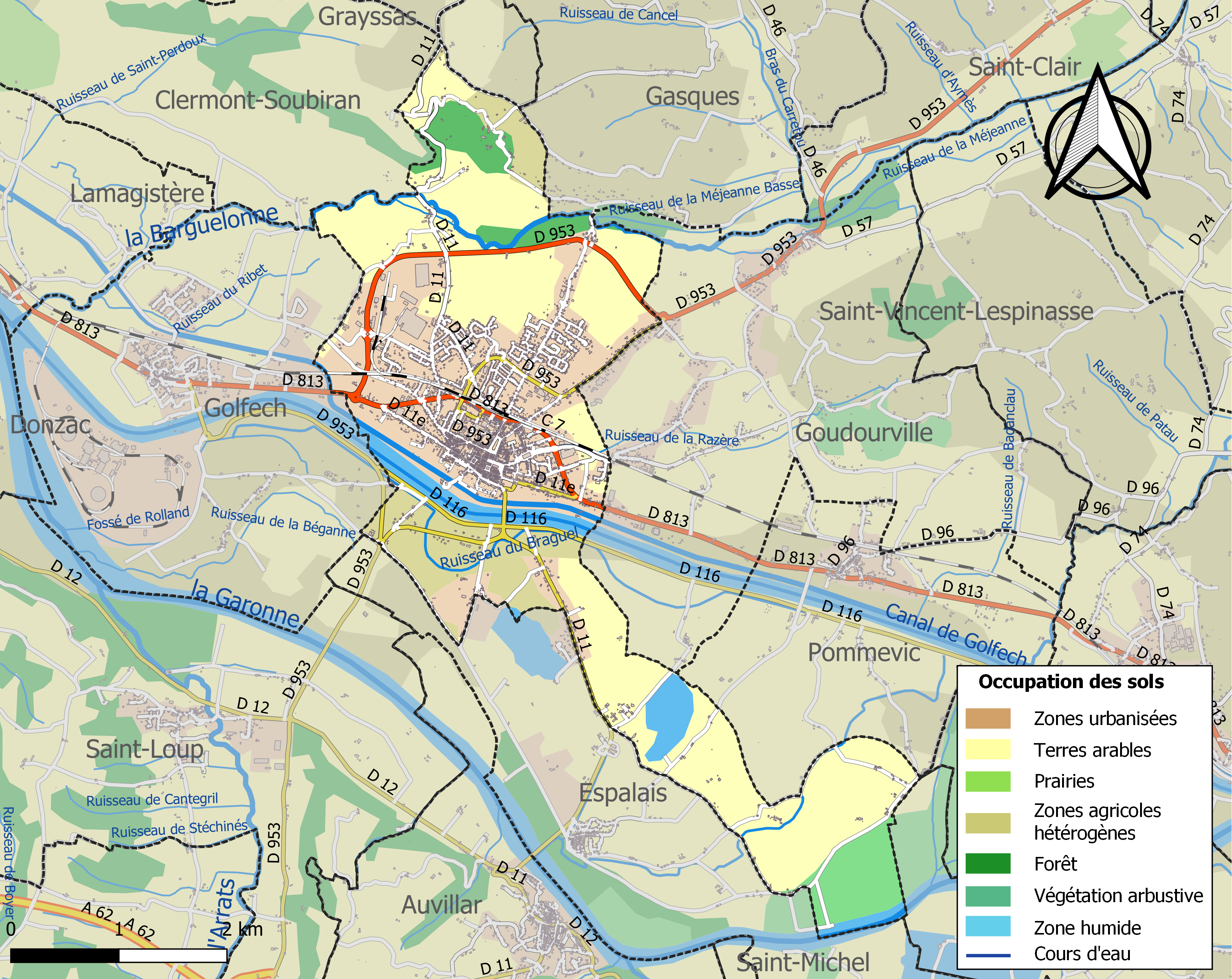
Carte des infrastructures et de l'occupation des sols de la commune en 2018 (CLC).

L'occupation des sols de la commune, telle qu'elle ressort de la base de données européenne d’occupation biophysique des sols Corine Land Cover (CLC), est marquée par l'importance des territoires agricoles (52,6 % en 2018), en diminution par rapport à 1990 (62,2 %). La répartition détaillée en 2018 est la suivante : 
terres arables (41,7 %), zones urbanisées (23,7 %), zones agricoles hétérogènes (10,9 %), zones industrielles ou commerciales et réseaux de communication (5,6 %), eaux continentales (5,3 %), espaces verts artificialisés, non agricoles (4,3 %), milieux à végétation arbustive et/ou herbacée (4,3 %), forêts (4,2 %). L'évolution de l’occupation des sols de la commune et de ses infrastructures peut être observée sur les différentes représentations cartographiques du territoire : la carte de Cassini (XVIIIe siècle), la carte d'état-major (1820-1866) et les cartes ou photos aériennes de l'IGN pour la période actuelle (1950 à aujourd'hui).

### Voies de communication et transports
Accès par l'autoroute A62 sortie 08 et par la gare de Valence-d'Agen sur la ligne Bordeaux-Toulouse, ainsi que par les voies de communication que sont le canal latéral à la Garonne et la route nationale 113 (D 813 depuis 2008) entre Agen et Castelsarrasin.
Depuis Septembre 2018, le réseau lignes intermodales d'Occitanie dessert la commune.[Passage à actualiser]
Au début du XXe siècle, une ligne de Tramway reliait Valence à Montaigu-de-Quercy, il s'agissait de la ligne 6 des Tramways de Tarn-et-Garonne.
La ligne 801 du réseau liO relie la commune à Montauban depuis Lamagistère.

### Risques majeurs
Le territoire de la commune de Valence est vulnérable à différents aléas naturels : météorologiques (tempête, orage, neige, grand froid, canicule ou sécheresse), inondations, mouvements de terrains et séisme (sismicité très faible). Il est également exposé à deux risques technologiques,  le transport de matières dangereuses et le risque nucléaire. Un site publié par le BRGM permet d'évaluer simplement et rapidement les risques d'un bien localisé soit par son adresse soit par le numéro de sa parcelle.

#### Risques naturels
Certaines parties du territoire communal sont susceptibles d’être affectées par le risque d’inondation par débordement de cours d'eau, notamment la Garonne, le canal latéral à la Garonne, la Barguelonne et le canal de Golfech. La cartographie des zones inondables en ex-Midi-Pyrénées réalisée dans le cadre du XIe Contrat de plan État-région, visant à informer les citoyens et les décideurs sur le risque d’inondation, est accessible sur le site de la DREAL Occitanie. La commune a été reconnue en état de catastrophe naturelle au titre des dommages causés par les inondations et coulées de boue survenues en 1982, 1993, 1996, 1999, 2005 et 2015,.
Valence est exposée au risque de feu de forêt. Le département de Tarn-et-Garonne présentant toutefois globalement un niveau d’aléa moyen à faible très localisé, aucun Plan départemental de protection des forêts contre les risques d’incendie de forêt (PFCIF) n'a été élaboré. Le débroussaillement aux abords des maisons constitue l’une des meilleures protections pour les particuliers contre le feu,.

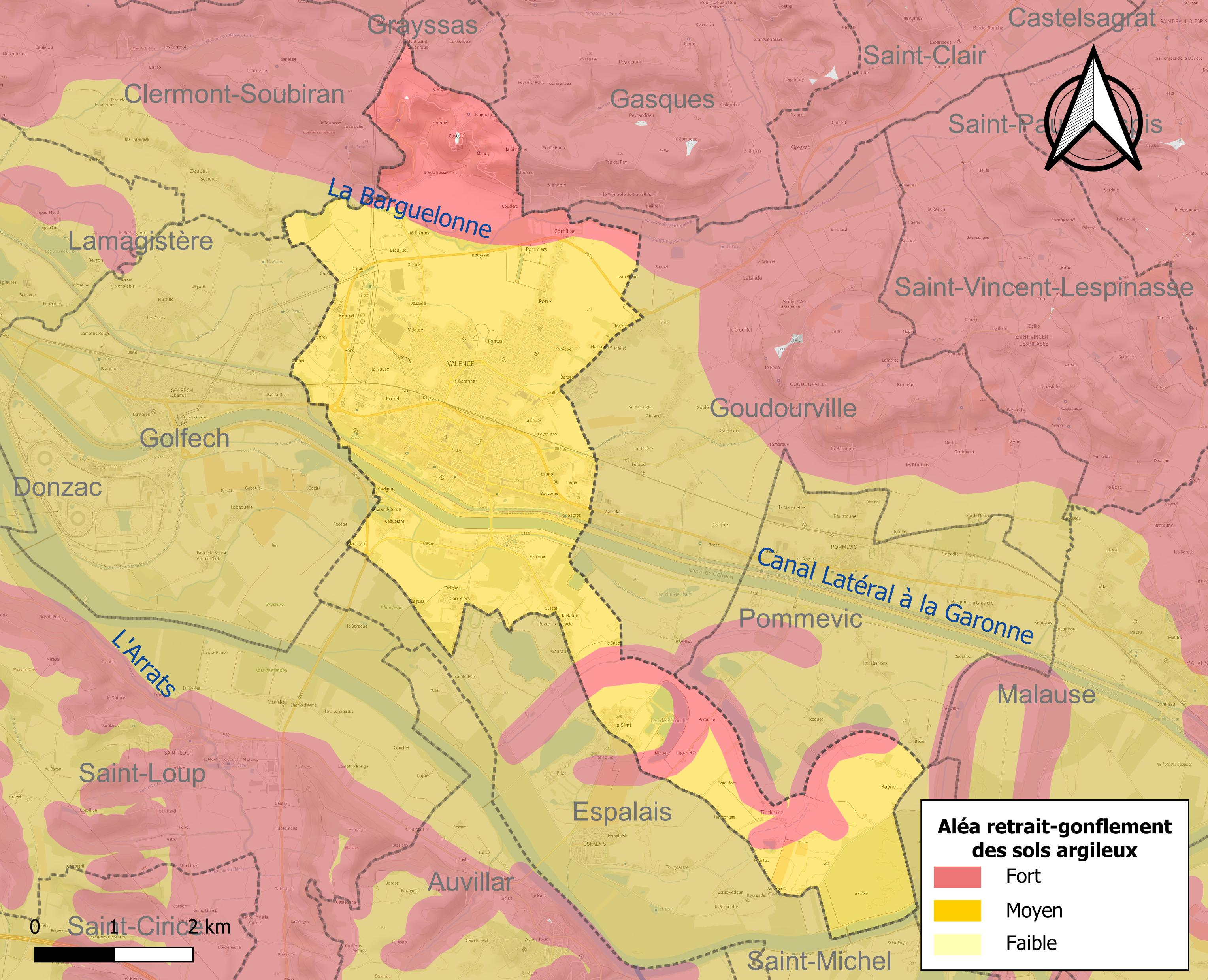
Carte des zones d'aléa retrait-gonflement des sols argileux de Valence.

Les mouvements de terrains susceptibles de se produire sur la commune sont des tassements différentiels.
Le retrait-gonflement des sols argileux est susceptible d'engendrer des dommages importants aux bâtiments en cas d’alternance de périodes de sécheresse et de pluie. La totalité de la commune est en aléa moyen ou fort (92 % au niveau départemental et 48,5 % au niveau national). Sur les 2 179 bâtiments dénombrés sur la commune en 2019, 2 179 sont en aléa moyen ou fort, soit 100 %, à comparer aux 96 % au niveau départemental et 54 % au niveau national. Une cartographie de l'exposition du territoire national au retrait gonflement des sols argileux est disponible sur le site du BRGM,.
Par ailleurs, afin de mieux appréhender le risque d’affaissement de terrain, l'inventaire national des cavités souterraines permet de localiser celles situées sur la commune.
Concernant les mouvements de terrains, la commune a été reconnue en état de catastrophe naturelle au titre des dommages causés par la sécheresse en 1989, 1992, 2003 et 2012 et par des mouvements de terrain en 1999.

#### Risques technologiques
Le risque de transport de matières dangereuses sur la commune est lié à sa traversée par des infrastructures routières ou ferroviaires importantes ou la présence d'une canalisation de transport d'hydrocarbures. Un accident se produisant sur de telles infrastructures est susceptible d’avoir des effets graves sur les biens, les personnes ou l'environnement, selon la nature du matériau transporté. Des dispositions d’urbanisme peuvent être préconisées en conséquence.
En cas d’accident grave, certaines installations nucléaires sont susceptibles de rejeter dans l’atmosphère de l’iode radioactif. La commune étant située dans le périmètre de sûreté de 5 km autour de la centrale nucléaire de Golfech, elle est exposée au risque nucléaire. En cas d'accident nucléaire, une alerte est donnée par différents médias (sirène, sms, radio, véhicules). Dès l'alerte, les personnes habitant dans le périmètre de 2 km se mettent à l'abri. Les personnes habitant dans le périmètre de 20 km peuvent être amenées, sur ordre du préfet, à évacuer et ingérer des comprimés d'iode,,.

## Toponymie
Le nom officiel de la commune, tel que rapporté par le Code officiel géographique de l'INSEE, est « Valence ». Toutefois, l'appellation « Valence-d'Agen » est d'usage courant.

## Histoire
Fondée au XIIIe siècle par Édouard Ier (roi d'Angleterre), Valence était donc une bastide anglaise.

## Politique et administration

### Administration municipale
Le nombre d'habitants au recensement de 2011 étant compris entre 5 000 habitants et 9 999 habitants au dernier recensement, le nombre de membres du conseil municipal est de vingt neuf,.

### Rattachements administratifs et électoraux
Commune faisant partie de l'arrondissement de Castelsarrasin de la communauté de communes des Deux Rives (Tarn-et-Garonne) et du canton de Valence.

### Jumelages
- La Vall d'Uixó (Espagne) située dans la Province de Castellón, à 55 km de Valence. La ville compte plus de 30 000 habitants. Cette union a été célébrée le 9 septembre 1990.

## Démographie
L'évolution du nombre d'habitants est connue à travers les recensements de la population effectués dans la commune depuis 1793. Pour les communes de moins de 10 000 habitants, une enquête de recensement portant sur toute la population est réalisée tous les cinq ans, les populations de référence des années intermédiaires étant quant à elles estimées par interpolation ou extrapolation. Pour la commune, le premier recensement exhaustif entrant dans le cadre du nouveau dispositif a été réalisé en 2004.

En 2022, la commune comptait 5 287 habitants, en évolution de +0,76 % par rapport à 2016 (Tarn-et-Garonne : +3,12 %, France hors Mayotte : +2,11 %).
| 1793  | 1800  | 1806  | 1821  | 1831  | 1836  | 1841  | 1846  | 1851  |
| ----- | ----- | ----- | ----- | ----- | ----- | ----- | ----- | ----- |
| 2 126 | 2 096 | 2 106 | 2 444 | 2 875 | 3 116 | 3 116 | 3 266 | 3 279 |

| 1856  | 1861  | 1866  | 1872  | 1876  | 1881  | 1886  | 1891  | 1896  |
| ----- | ----- | ----- | ----- | ----- | ----- | ----- | ----- | ----- |
| 3 532 | 3 539 | 3 697 | 3 625 | 3 699 | 3 557 | 3 487 | 3 404 | 3 430 |

| 1901  | 1906  | 1911  | 1921  | 1926  | 1931  | 1936  | 1946  | 1954  |
| ----- | ----- | ----- | ----- | ----- | ----- | ----- | ----- | ----- |
| 3 397 | 3 289 | 3 194 | 3 036 | 3 124 | 3 089 | 3 172 | 3 181 | 3 332 |

| 1962  | 1968  | 1975  | 1982  | 1990  | 1999  | 2004  | 2006  | 2009  |
| ----- | ----- | ----- | ----- | ----- | ----- | ----- | ----- | ----- |
| 3 574 | 3 867 | 4 058 | 4 408 | 4 901 | 4 783 | 4 993 | 5 103 | 5 107 |

| 2014  | 2019  | 2022  | - | - | - | - | - | - |
| ----- | ----- | ----- | - | - | - | - | - | - |
| 5 194 | 5 205 | 5 287 | - | - | - | - | - | - |

| selon la population municipale des années : | 1968 | 1975 | 1982 | 1990 | 1999 | 2006 | 2009 | 2013 |
| Rang de la commune dans le département      | 5    | 5    | 5    | 5    | 5    | 5    | 6    | 7    |
| Nombre de communes du département           | 195  | 195  | 195  | 195  | 195  | 195  | 195  | 195  |

## Économie

### Revenus
En 2018, la commune compte 2 361 ménages fiscaux, regroupant 4 753 personnes. La médiane du revenu disponible par unité de consommation est de 18 460 € (20 140 € dans le département). 38 % des ménages fiscaux sont imposés (42,6 % dans le département).

### Emploi
|                | 2008   | 2013   | 2018   |
| -------------- | ------ | ------ | ------ |
| Commune        | 11,7 % | 13,2 % | 12,4 % |
| Département    | 8,4 %  | 10,2 % | 10,3 % |
| France entière | 8,3 %  | 10 %   | 10 %   |

En 2018, la population âgée de 15 à 64 ans s'élève à 2 883 personnes, parmi lesquelles on compte 67,3 % d'actifs (54,9 % ayant un emploi et 12,4 % de chômeurs) et 32,7 % d'inactifs,. Depuis 2008, le taux de chômage communal (au sens du recensement) des 15-64 ans est supérieur à celui de la France et du département.
La commune est la commune-centre de l'aire d'attraction de Valence,. Elle compte 2 516 emplois en 2018, contre 2 613 en 2013 et 2 578 en 2008. Le nombre d'actifs ayant un emploi résidant dans la commune est de 1 620, soit un indicateur de concentration d'emploi de 155,3 % et un taux d'activité parmi les 15 ans ou plus de 44,8 %.
Sur ces 1 620 actifs de 15 ans ou plus ayant un emploi, 740 travaillent dans la commune, soit 46 % des habitants. Pour se rendre au travail, 81,5 % des habitants utilisent un véhicule personnel ou de fonction à quatre roues, 1,1 % les transports en commun, 13,2 % s'y rendent en deux-roues, à vélo ou à pied et 4,3 % n'ont pas besoin de transport (travail au domicile).

### Activités hors agriculture

#### Secteurs d'activités
413 établissements sont implantés  à Valence au 31 décembre 2019. Le tableau ci-dessous en détaille le nombre par secteur d'activité et compare les ratios avec ceux du département,.
| Secteur d'activité                                                                                        | Commune | Commune | Département |
| Secteur d'activité                                                                                        | Nombre  | %       | %           |
| --- | ------- | ------- | ----------- |
| Ensemble                                                                                                  | 413     | 100 %   | (100 %)     |
| Industrie manufacturière, industries extractives et autres                                                | 31      | 7,5 %   | (9,6 %)     |
| Construction                                                                                              | 39      | 9,4 %   | (14,9 %)    |
| Commerce de gros et de détail, transports, hébergement et restauration                                    | 143     | 34,6 %  | (29,7 %)    |
| Information et communication                                                                              | 2       | 0,5 %   | (1,9 %)     |
| Activités financières et d'assurance                                                                      | 22      | 5,3 %   | (3,4 %)     |
| Activités immobilières                                                                                    | 13      | 3,1 %   | (3,3 %)     |
| Activités spécialisées, scientifiques et techniques et activités de services administratifs et de soutien | 46      | 11,1 %  | (14,1 %)    |
| Administration publique, enseignement, santé humaine et action sociale                                    | 76      | 18,4 %  | (13,6 %)    |
| Autres activités de services                                                                              | 41      | 9,9 %   | (9,3 %)     |

Le secteur du commerce de gros et de détail, des transports, de l'hébergement et de la restauration est prépondérant sur la commune puisqu'il représente 34,6 % du nombre total d'établissements de la commune (143 sur les 413 entreprises implantées  à Valence), contre 29,7 % au niveau départemental.

#### Entreprises et commerces
Les cinq entreprises ayant leur siège social sur le territoire communal qui génèrent le plus de chiffre d'affaires en 2020 sont : 
- Gerfra, supermarchés (28 798 k€)
- SARL Val Fleuri, commerce de détail de carburants en magasin spécialisé (15 998 k€)
- Louda SAS, commerce de détail de carburants en magasin spécialisé (11 236 k€)
- Louda 31, commerce de détail de carburants en magasin spécialisé (10 019 k€)
- Louda Inter Service Fuel Villeneuve, commerce de détail de carburants en magasin spécialisé (7 936 k€)

### Agriculture
La commune est dans les « Vallées et Terrasses », une petite région agricole occupant le centre et une bande d'est en ouest  du département de Tarn-et-Garonne. En 2020, l'orientation technico-économique de l'agriculture  sur la commune est la polyculture et/ou le polyélevage. 
|               | 1988 | 2000 | 2010 | 2020 |
| ------------- | ---- | ---- | ---- | ---- |
| Exploitations | 54   | 37   | 24   | 22   |
| SAU (ha)      | 630  | 761  | 454  | 635  |

Le nombre d'exploitations agricoles en activité et ayant leur siège dans la commune est passé de 54 lors du recensement agricole de 1988  à 37 en 2000 puis à 24 en 2010 et enfin à 22 en 2020, soit une baisse de 59 % en 32 ans. Le même mouvement est observé à l'échelle du département qui a perdu pendant cette période 57 % de ses exploitations,. La surface agricole utilisée sur la commune a quant à elle augmenté, passant de 630 ha en 1988 à 635 ha en 2020. Parallèlement la surface agricole utilisée moyenne par exploitation a augmenté, passant de 12 à 29 ha.

## Culture locale et patrimoine

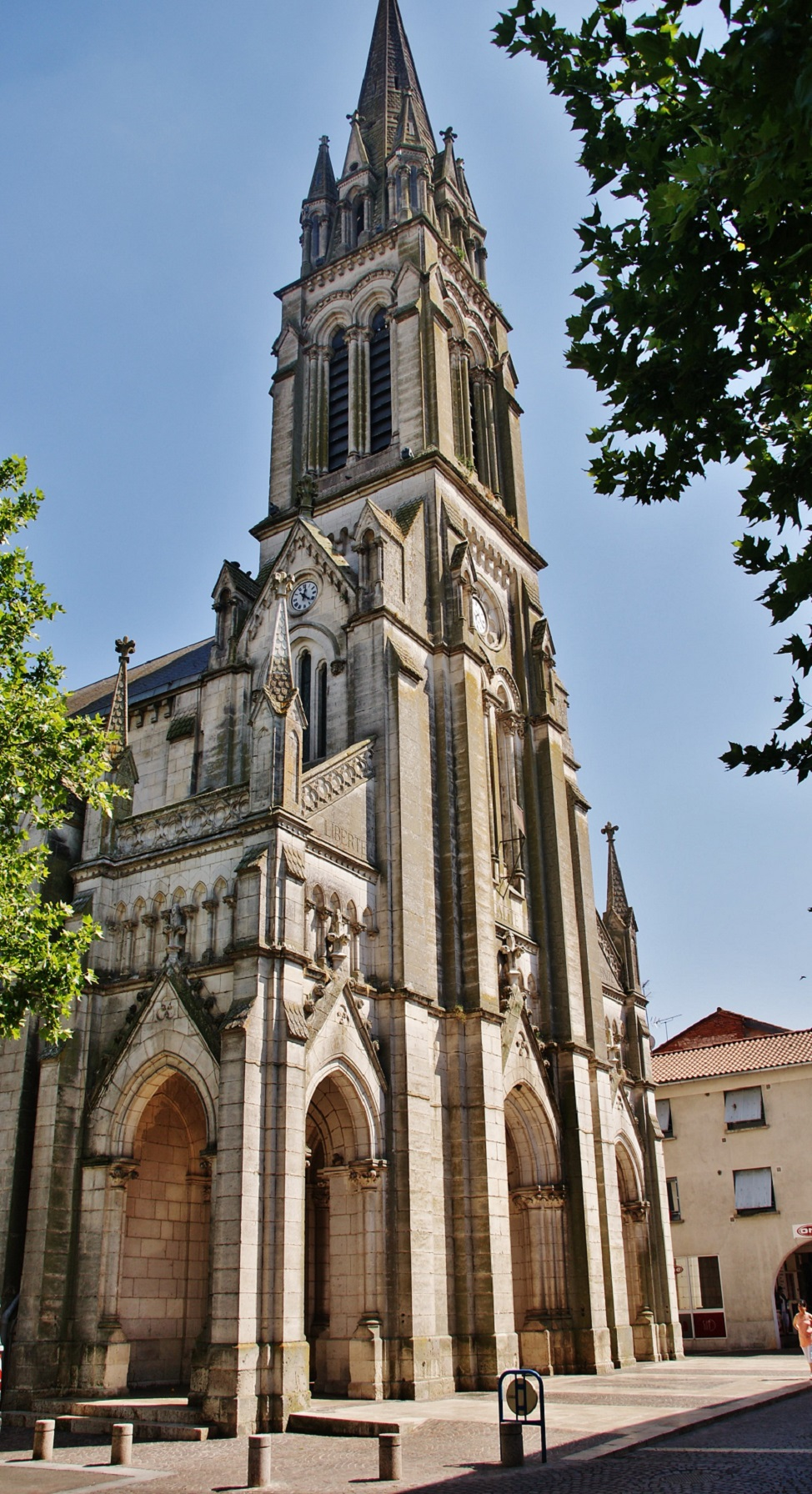
L'église Notre-Dame de Valence.

### Lieux et monuments
- Église Notre-Dame de Valence. L'édifice est référencé dans la base Mérimée et à l'Inventaire général Région Occitanie[46]. De nombreux objets sont référencés dans la base Palissy (voir les notices liées)[46]. Elle a la particularité de porter gravés sur sa façade et sur le mur de son chevet les mots « Liberté Égalité Fraternité ».
- Église Saint-Jean-Baptiste de Castels.
- Chapelle Saint-Paul de Valence.
- Lavoir Saint-Bernard. En 1807, on décida de combler les mares du Plaça qui étaient trop boueuses. En compensation, on construisit le lavoir qui permit d'abreuver le bétail et les chevaux des gendarmes impériaux. La jolie toiture semi-circulaire fut rajoutée à la demande des lavandières pour les préserver des froidures de l'hiver et des intempéries.

### Personnalités liées à la commune
- Antoine Vidalot (1734-1808), homme politique de la Révolution française, député du Lot-et-Garonne.
- François Édouard Raynal (1830-1898), navigateur et écrivain mort à Valence ;
- Édouard Domergue-Lagarde (1874-1952), peintre né à Valence ;
- André Téchiné, cinéaste né à Valence-d'Agen ;
- Christian Gasc (1946-2022), créateur de costumes pour le cinéma, l'opéra, le théâtre (ayant notamment remporté quatre César et un Molière) ;
- Jean-Baptiste Pérès ;
- Jean Fernand-Lafargue ;
- Fabien Barcella ;
- Serge Raffy ;
- Émilie Lerou (1855-1935), sociétaire de la Comédie Française, comédienne et femme de lettres (sous le pseudonyme de Pierre Nahor), retirée à Valence d'Agen de 1902 jusqu'à sa mort ;
- Nicolas Pompigne-Mognard (en), secrétaire-général de l'Organisation de la presse africaine ;
- Max Lagarrigue (en), journaliste et historiographe du communisme rural[47] ;
- Georges d'Esparbès (14 mars 1863 Valence d’Agen - 1944), écrivain français qui publia des nouvelles historiques à la gloire de l'épopée napoléonienne ;
- Bernard Lebas, maire (1971-1982) de Jeumont dans le Nord (59), député du Nord (1968-1973), né à Valence-d'Agen ;
- Estelle Flourens, championne du monde de roller ;
- Daniel Lordey (1929-2017), illustrateur et peintre titulaire des Armées, a demeuré et est inhumé à Valence d'Agen ;
- Emili Gómez Nadal (1907-1994), historien républicain espagnol, a vécu et est décédé dans la commune.

### Héraldique
| Valence | Son blasonnement est : D'azur à la bande d'or accompagnée de deux fleurs de lys du même, au chef de gueules chargé d'un cygne d'argent nageant sur des ondes du même et d'un soleil aussi d'or cantonné à dextre. |

## Vie locale

### Enseignement
Valence-d'Agen fait partie de l'académie de Toulouse.
L'éducation est assurée sur la commune par l'école maternelle et primaire Jules Ferry, l'école maternelle Pierre-Perret, l'école primaire Gérard Lalanne, l'école privée (catholique) maternelle et primaire Jeanne d'Arc, le collège Jean Rostand, et le lycée polyvalent (général, technologique et professionnel) Jean Baylet.

### Activités sportives
- Avenir valencien, le club de rugby à XV qui évolue au plus haut niveau amateur en (championnat de France de 1re division fédérale) ;
- Amicale Laïque Valence d'Agen Handball, le club de handball dont l'équipe 1 masculine évolue en Pré-nationale ;
- Amicale Laïque Valence d'Agen Roller Skating, le club de Roller avec plusieurs compétitions par an sur la piste du club ;
- Arrivées d'étapes du Tour de France en 1978 et 1982. Lors de l'arrivée d'étape entre Tarbes et Valence d'Agen en 1978, les coureurs, mécontents de devoir se lever à 4 h 30 du matin pour se rendre au départ, décident de ne pas faire la douzième étape. Ils roulent groupés à vingt à l'heure et franchissent la ligne d'arrivée à pied (avec Bernard Hinault en tête), accueillis par le maire de Valence d'Agen qui leur fait part de son mécontentement[48] ;
- Arrivées d'étapes du Tour du Tarn-et-Garonne.

### Social

#### Associations
- La Croix-Rouge est implantée depuis 1954. Elle est située en 2021 au 50 boulevard Guilhem[49].

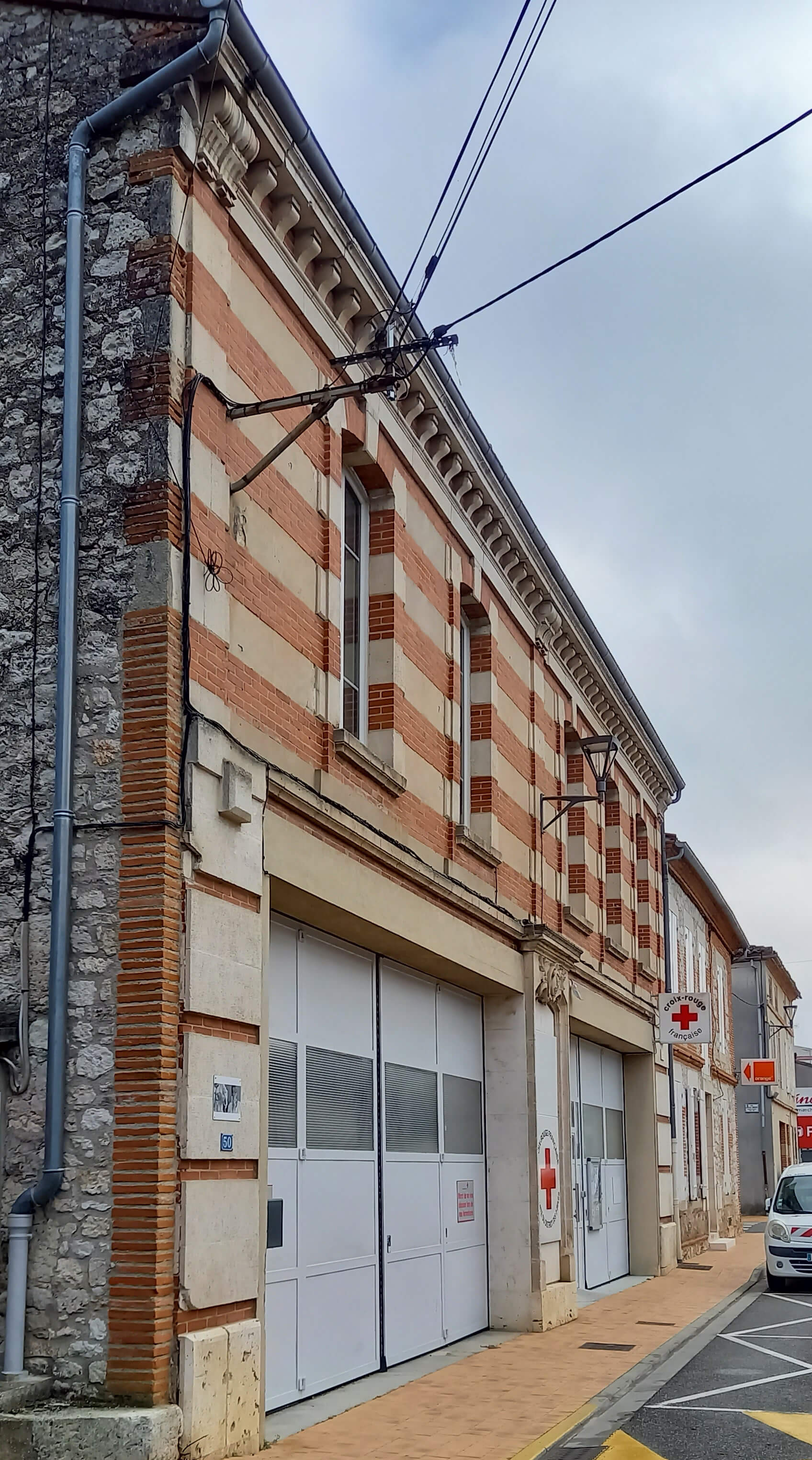
50 bd Guilhem

### Culture et festivités
- Tous les ans, fin juillet et début août, se déroulait le plus grand spectacle de son, gestes et lumières de la Région : « Au fil de l’eau… une histoire », mettant en scène le passé de Valence autour du canal de Garonne. La dernière édition du fil de l'eau a eu lieu en 2016.
- Depuis décembre 2009, un grand rendez-vous du cirque avec le spectacle Noël en Cirque.
- De nombreux concerts sont donnés par la Lyre Valencienne, orchestre d'harmonie (concert viennois du Nouvel An, concert de printemps, fête de la musique, messe mise en musique lors de la fête patronale, messe de Sainte-Cécile…)
- L'association 2 Rives en Jazz organise régulièrement des concerts dans la ville et ses alentours.
- Il existe également des sections culturelles de l'ALVA (Amicale Laïque Valence-d'Agen) comme le Dessin-Peinture, et le Théâtre.